# Viszeromegalie
Unter einer Viszeromegalie (auch Splanchnomegalie) versteht man eine abnormale Vergrößerung von inneren Organen. Diese tritt meist aufgrund einer erhöhten Sekretion des Hormons Somatotropin (STH) nach Abschluss der Wachstumsphase auf. Die Viszeromegalie geht dann meist mit einer Akromegalie einher. 
Eine Viszeromegalie kann u. a. auch Symptom eines Nephroblastoms oder eines Beckwith-Wiedemann-Syndroms sowie eines Simpson-Golabi-Behmel-Syndroms und Perlman-Syndroms sein.
Je nach betroffenem Organ kann man weiterhin in Kardiomegalie (Herz), Hepatomegalie (Leber), Splenomegalie (Milz) und Hepatosplenomegalie (Leber und Milz) unterscheiden.